# Chiesa di San Gaetano (Brescia)
La chiesa di San Gaetano è una chiesa di Brescia, situata in via Antonio Calegari, all'incrocio con via Monti. Si tratta di una chiesa conventuale, costruita per la neonata comunità locale dei "Padri della Pace", o "Preti riformati". Costruita subito in stile barocco, fu rifatta circa sessant'anni dopo la sua ultimazione completando l'apparato decorativo interno. Soppresso il convento alla fine del Settecento, la chiesa rimase comunque aperta al pubblico e rientrò sotto il controllo di un ordine religioso solo nel 1872. Contiene numerose opere di valore, come Chiesa la splendida "estasi" di Sant'Andrea Avellino realizzata da Giambattista Pittoni nel 1742, quadri di autori locali, ma anche tele di Grazio Cossali e Alessandro Maganza, affreschi di Pietro Scalvini e un organo Tonoli, ampliato nel 1960 dalla ditta Tamburini.

## Storia
La chiesa e il convento annesso furono costruiti per volere di Padre Francesco Cabrino
d'Alfianello, il quale, alla fine del Cinquecento, radunò attorno a sé una comunità di sacerdoti e fedeli allo scopo di elaborare e applicare nel proprio ambito una riforma morale del clero e della Chiesa, atteggiamento frequente in quel periodo. La piccola congregazione che nacque dall'iniziativa prese il nome di "Padri della Pace" o "Preti riformati". Il progetto della chiesa fu affidato a Giulio Todeschini, importante architetto bresciano dell'epoca, e il cantiere ebbe una durata di vent'anni, dal 1588 al 1598. La consacrazione della chiesa avvenne l'anno successivo e fu dedicata a Santa Maria della Purificazione, detta anche, data l'originaria destinazione ai padri riformati, Santa Maria della Pace Vecchia.
Nella prima metà del Seicento la piccola comunità evolve i suoi principi morali, che si avvicinano alla regola di San Filippo Neri, morto pochi anni prima, arrivando addirittura a cambiare nome e diventando i "Padri Filippini" o "Padri dell'Oratorio". Attorno al 1663 l'edificio viene parzialmente ricostruito su progetto dell'architetto Agostino Avanzo, soprattutto per far aderire la struttura della chiesa cinquecentesca ai dettami imposti dalla Controriforma. La permanenza dei Padri Filippini nella chiesa e nell'adiacente complesso monastico si ha fino al 1686, quando avviene il trasferimento del monastero all'interno di un palazzo dell'ormai estinta famiglia dei conti Martinengo, nel quale viene anche aperto un nuovo oratorio.
Il complesso monastico dell'odierna via Calegari viene quindi messo in vendita e acquistato nel 1691 dai Chierici Regolari Teatini i quali, come prima operazione, cambiano l'intitolazione della chiesa, che viene dedicata al santo fondatore del loro ordine, San Gaetano. Il tempio viene ufficialmente consacrato dal nuovo ordine reggente il 20 marzo 1717 dal vescovo Gianfrancesco Barbarigo. I nuovi religiosi intraprendono inoltre una serie di lavori di restauro per ingrandire la chiesa e meglio adattarla alle loro esigenze: il presbiterio viene prolungato, introducendovi il coro e la sacrestia, vengono edificate le quattro cappelle laterali, due per lato, che si aggiungono alle poche preesistenti. L'interno della chiesa viene riccamente decorato mediante ricchi fregi in stucco, intarsi marmorei e affreschi ad opera del bresciano Pietro Scalvini e del francese Guy Louis II Vernansal. I lavori si concludono entro il 1750.
In seguito alle soppressioni degli ordini monastici, il convento, fra l'altro già in declino, a causa della espropriazione dei beni ecclesiastici seguite alla Rivoluzione bresciana, viene chiuso nel 1798: una parte diventa bene demaniale, il resto viene ceduto a privati. La chiesa, fortunatamente, rimane comunque aperta al pubblico grazie all'impegno di un padre teatino, Gerolamo Chinelli, che l'amministra fino al 1844, salvaguardandola dall'ondata di anticlericalismo e sistematica alienazione dei beni religiosi, mobili e immobili, che di fatto segnarono tutta la prima metà di quel secolo.
Pochi anni dopo, difatti, nel 1846, chiesa e convento, quest'ultimo ormai trasformato in ospizio, vengono ceduti ai Frati Minori Riformati Francescani, che entrano in possesso dell'intero complesso. Nel 1866, altre soppressioni portano nuovamente il convento ad essere chiuso: i frati sono così costretti a ritirarsi nella parte privata del convento e a cedere la parte demaniale all'Ospedale militare. Nel 1872, i frati francescani rientrano finalmente in possesso del convento, ma gli spazi a loro disposizione sono ancora pochi e molto ridotti, sul lato sinistro della chiesa, ai quali solo nei primi anni del Novecento si aggiungeranno altri ambienti adeguati alla nuova comunità religiosa.
Da quel momento in poi, fino ad oggi, i frati francescani, ancora presenti, si dedicano all'assistenza e alla cura religiosa dei detenuti nelle vicine carceri giudiziarie, ma anche alla lotta alla delinquenza minorile, fine per il quale è stata fondata la "Casa di lavoro femminile della Santa Famiglia", poi riconosciuta come ente morale e oggi con sede in via Armando Diaz. Negli anni sessanta del Novecento, l'area conventuale è stata anche trasformata in un convitto per giovani, chiamato "Franciscanum".

## Struttura

### Esterno
La facciata, molto semplice, è stata posizionata in modo da chiudere il lato orientale di via Monti secondo una prospettiva non casuale, bensì voluta e creata durante i lavori di costruzione della chiesa stessa, alla fine del Cinquecento, abbattendo la cinta muraria di un orto privato che le si ergeva dinnanzi. L'operazione è ancora oggi ricordata in una lapide murata sulla parete del palazzo all'angolo nord-occidentale della via. L'aspetto attuale della facciata è in gran parte dovuto ai restauri della seconda metà dell'Ottocento: è particolarmente sobria e classica, molto piatta, divisa su due ordini, il primo decorato da quattro lesene doriche, così come dorica è la trabeazione, mentre il secondo solamente da riquadri dipinti, contenenti simboli sacri. Sull'asse centrale sono posti un portale d'ingresso marmoreo alla base, sormontato da un piccolo timpano triangolare, forse l'unico elemento davvero aggettante della facciata, mentre nell'ordine superiore è posto un finestrone rettangolare, con, al di sopra, una scritta con la dedica alla chiesa e un ultimo timpano triangolare a chiusura del prospetto.

### Interno

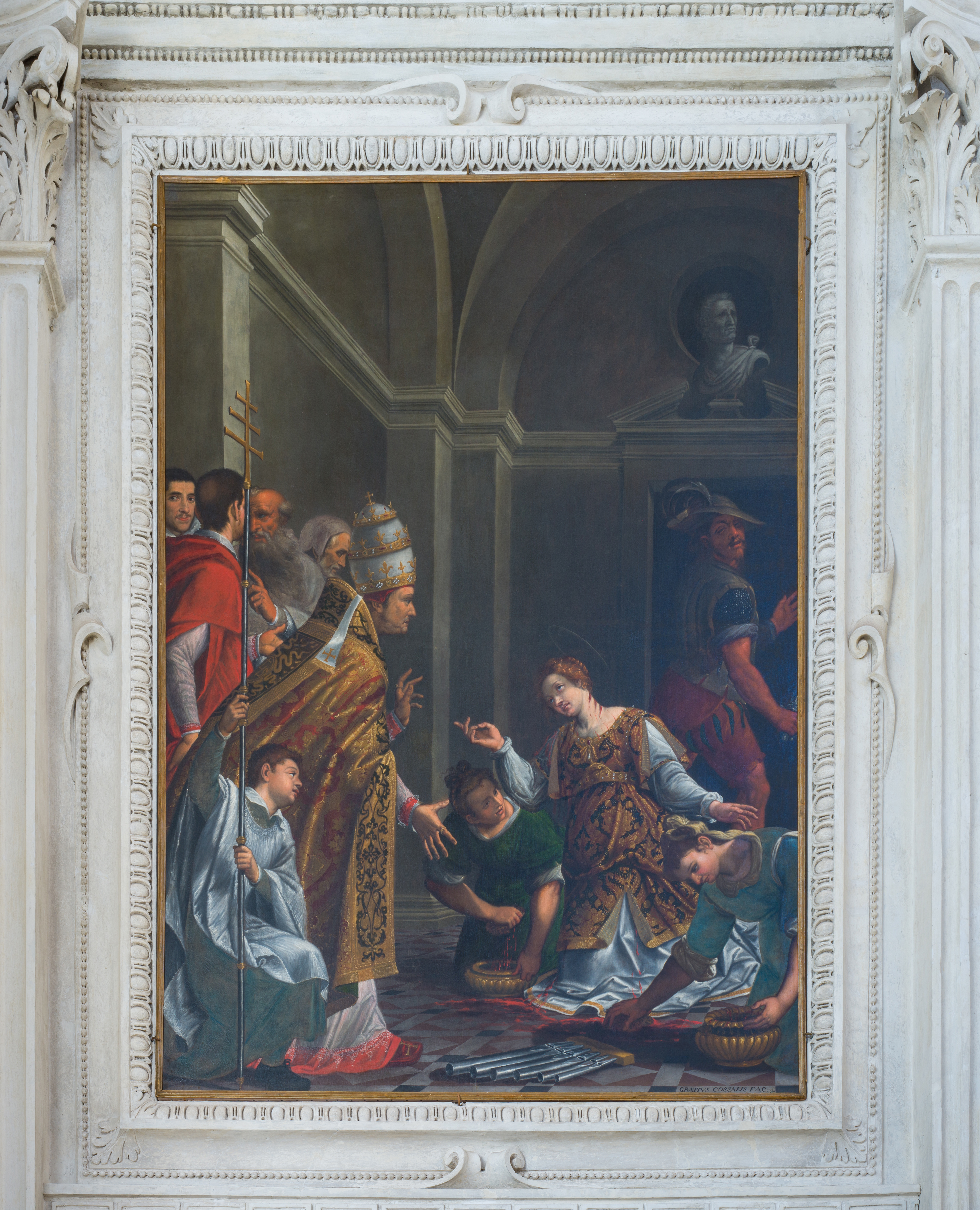
Santa Cecilia davanti a Papa Urbano I.
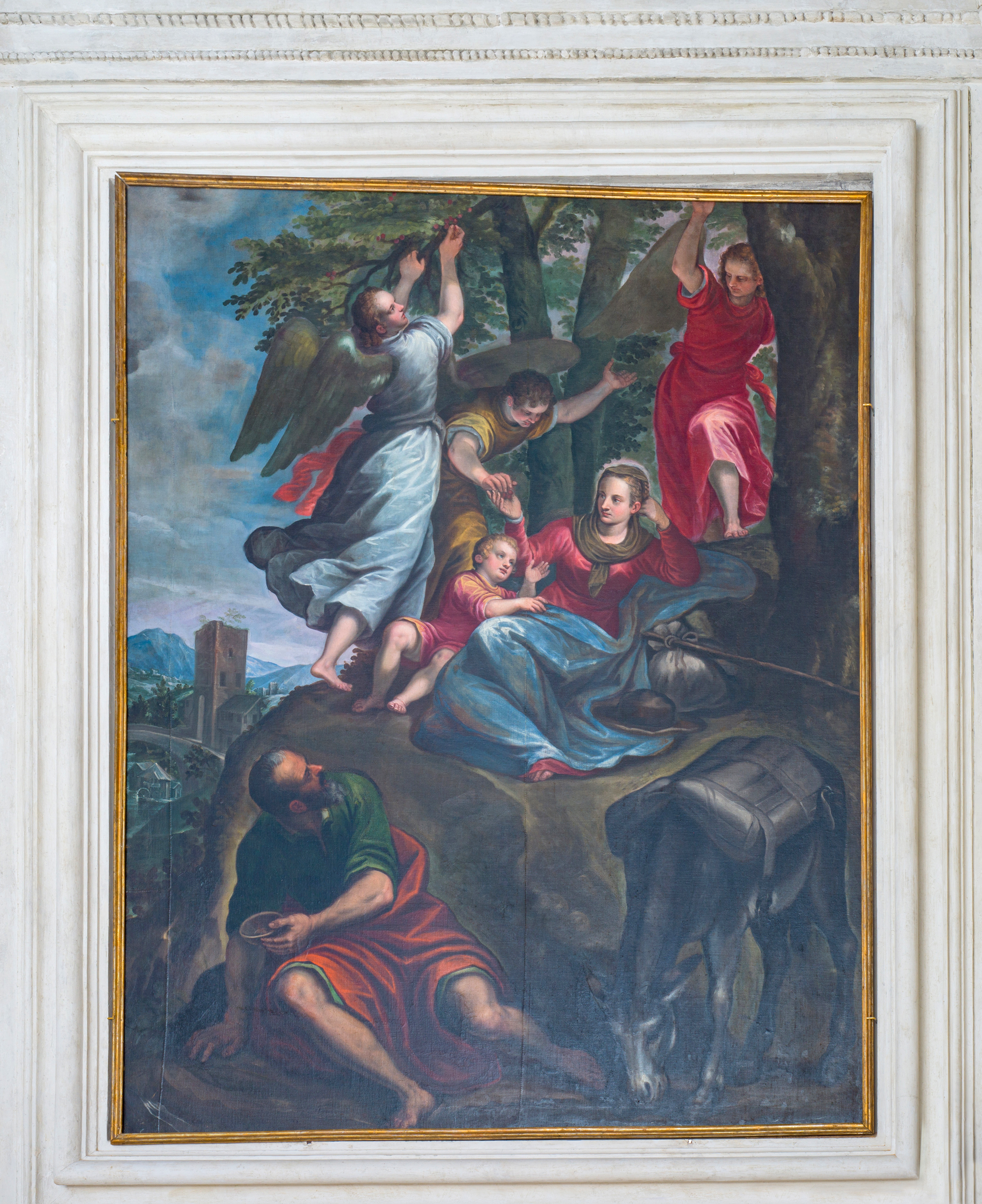
Ritorno dalla fuga Egitto Brescia.
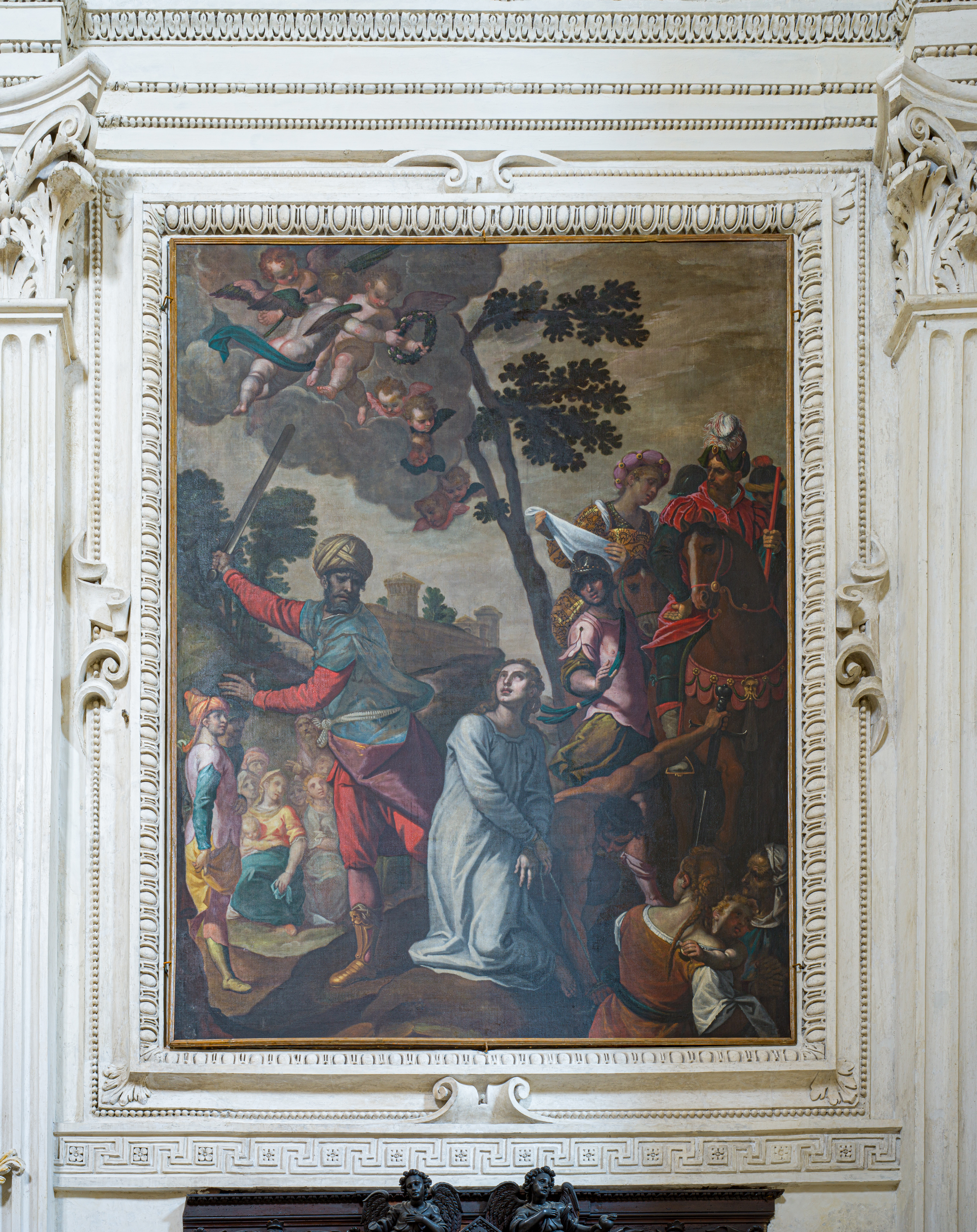
Decollazione di Santa Barbara.
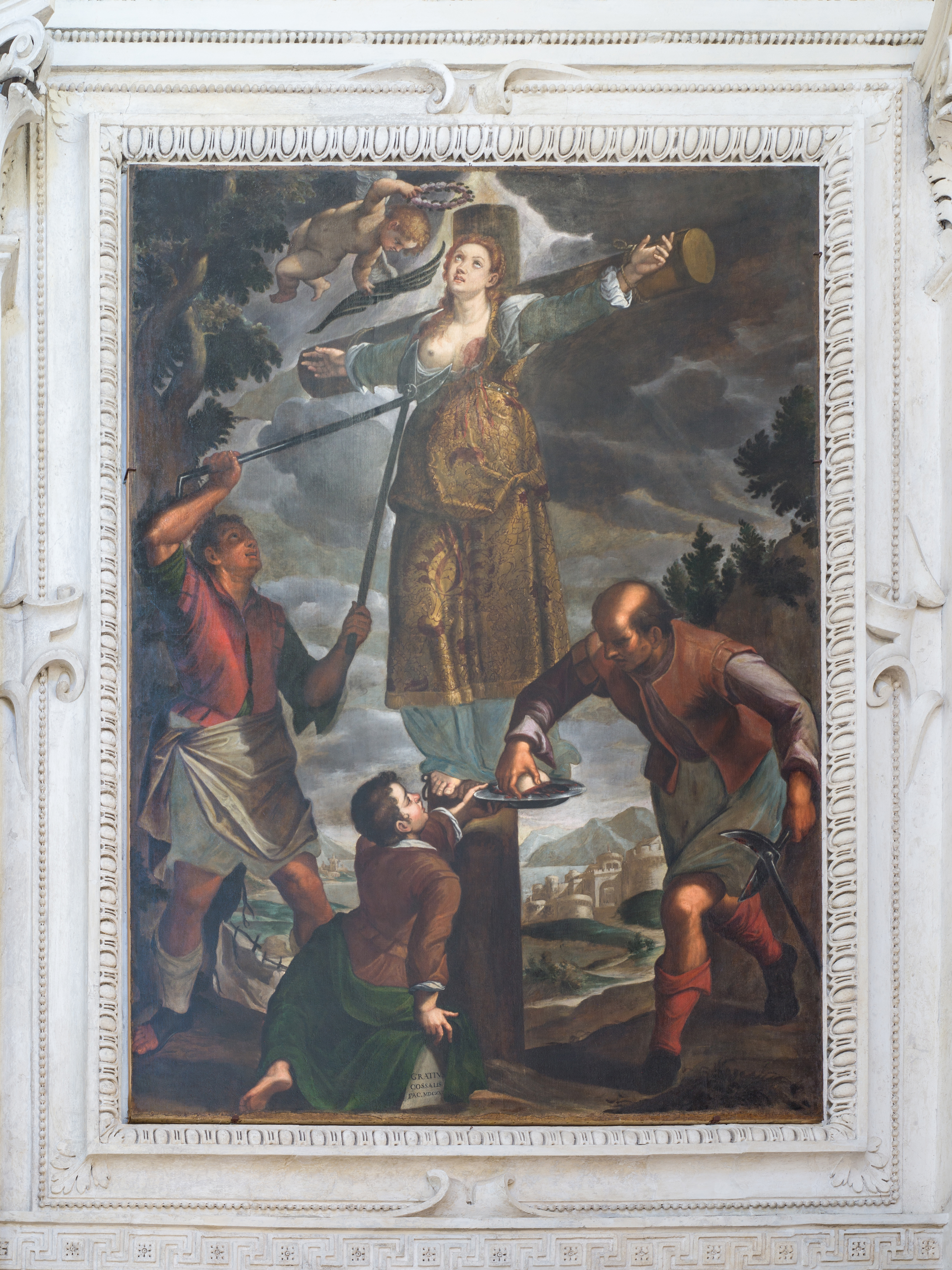
Martirio di Santa Agata.
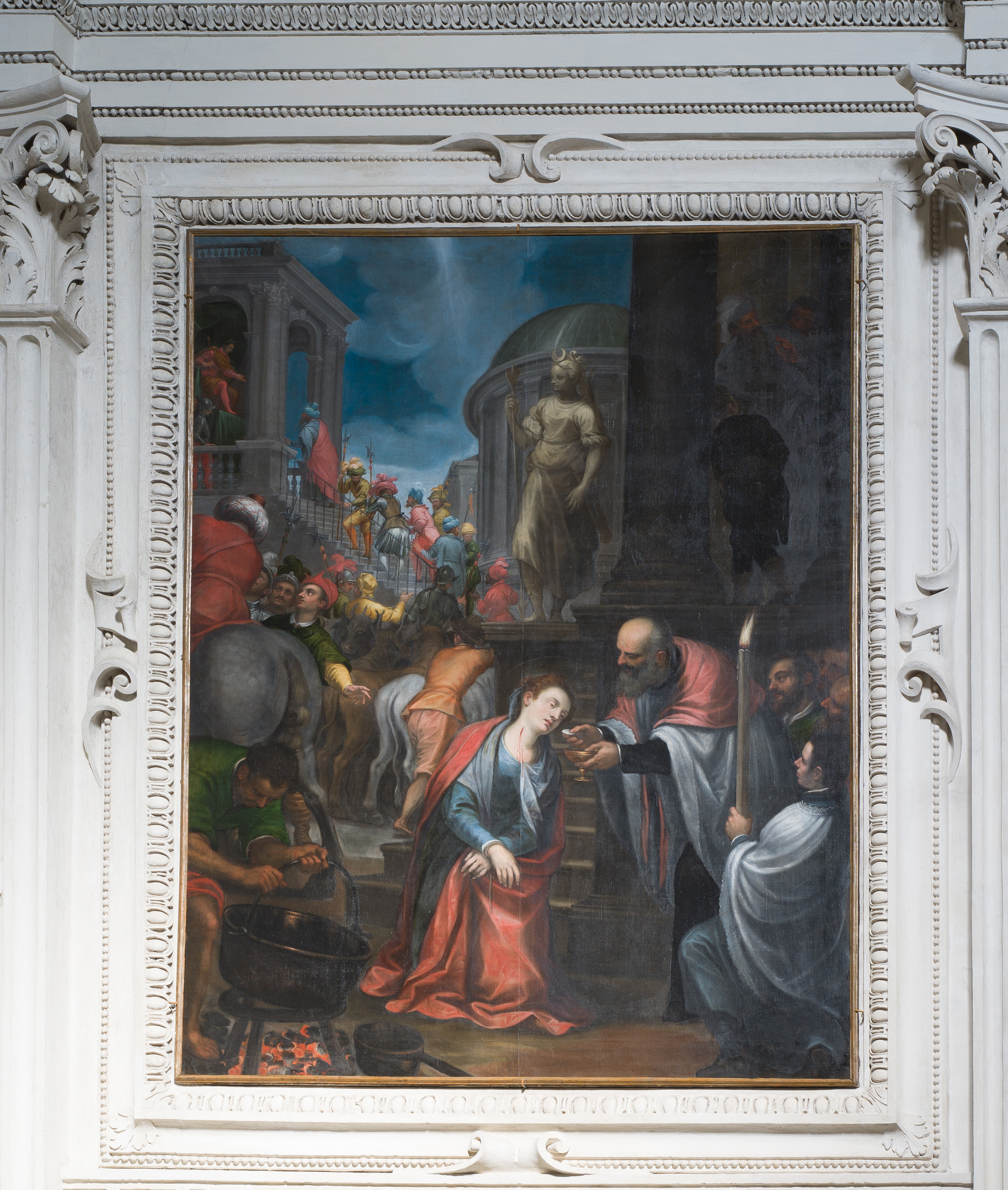
Santa Lucia riceve la Eucaristia.

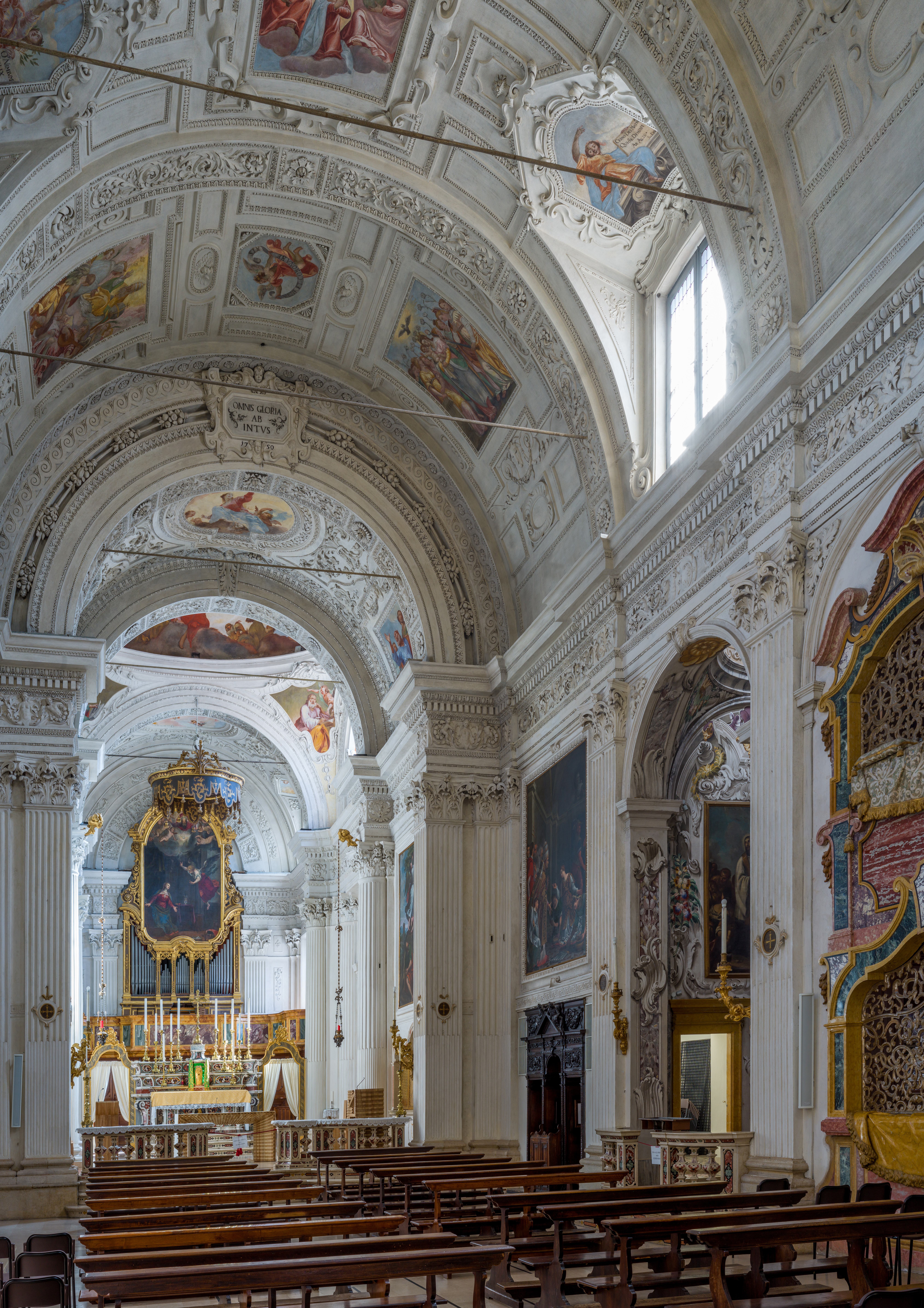
La navata centrale della chiesa

Il contrasto tra l'esterno sobrio e il fastoso interno è davvero notevole e disorientante: l'interno della chiesa di San Gaetano è uno dei più significativi esempi del gusto rococò a Brescia. La pianta è impostata su una navata unica scandita da lesene corinzie scanalate che sorreggono, sulla linea di copertura, un ricco fregio in stucco raffigurante putti entro motivi vegetali. Sopra di esso corre una lunga trabeazione, anch'essa in stucco, che funge da imposta per la volta a botte che copre l'intera navata e nella quale si aprono alcune finestre. All'interno di questa trabeazione, fra l'altro, si trovano undici medaglioni dipinti ad affresco da Grazio Cossali, racchiusi in cornici di stucco realizzate da Andrea Colomba, rappresentanti scene
tratte dal Vecchio Testamento e dalla vita di Maria e di Gesù, nonché quattro tondi sopra le finestre, a loro volta in affresco, opera di Guy Louis II Vernansal raffiguranti le quattro Sibille: Cumana,
Persica, Eritrea e Tiburtina.

## Organo
Nella parete di fondo dell'abside, sopra la cantoria posta dietro l'altar maggiore, vi è l'organo a canne Tonoli Opus 5 (seconda metà dell'Ottocento), ripristinato ed ampliato nel 1960 dalla ditta Tamburini di Crema (opus 418) che ha eliminato l'antica trasmissione meccanica sostituendola con quella trasmissione elettropneumatica ma ha mantenuto sia gli antichi registri e le relative canne, sia i somieri originari. La nuova consolle fu collocata dietro l'altar maggiore barocco ed ha due tastiere di 61 tasti ciascuna e una pedaliera concavo-radiale di 32.

## Opere

Svenimento di San Andrea Avellino.
San Gaetano riceve il Bambino Gesù dalla Vergine.
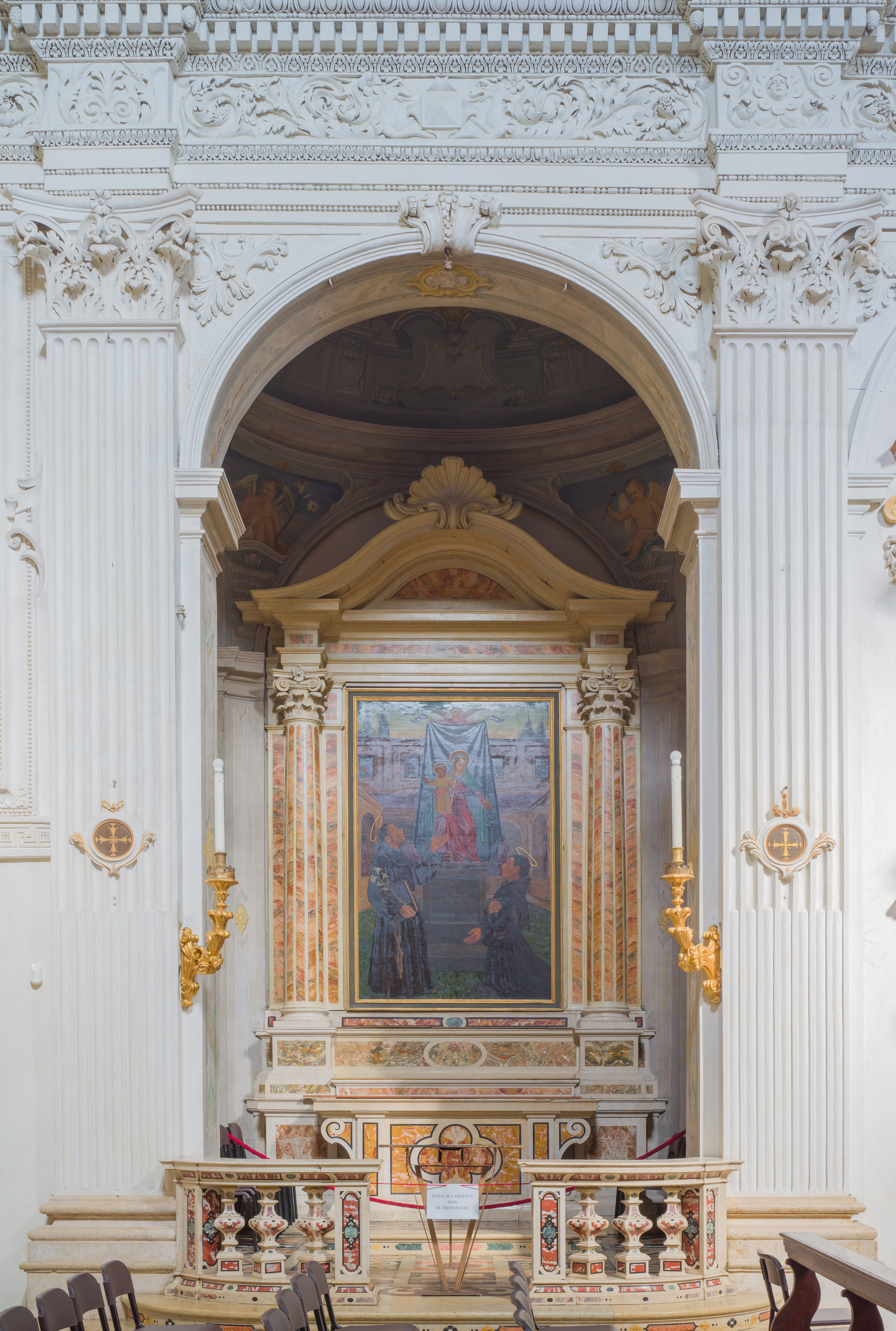
San Antonio e San Salvatore da Horta con la Vergine e Bambino.

Partendo dal lato destro della chiesa si hanno le seguenti cappelle e relative opere contenute:
- La prima cappella, dedicata a Sant'Andrea Avellino, grande personaggio dell'ordine dei Teatini, fu realizzata grazie al consistente contributo elargito dal conte Alessandro Gambara, particolarmente devoto al santo: la pala è opera del 1742 di Giambattista Pittoni e raffigura il momento in cui Sant'Andrea, durante la celebrazione della messa, viene colto da malore mortale per l'eccesso d'amore divino, così come tramandato dalla tradizione. La struttura compositiva del dipinto è stata evidentemente studiata con particolare attenzione e si impernia su due diagonali divergenti, una segnata dalla linea di scorcio del corpo di Sant'Andrea e l'altra dal piano orizzontale dell'altare. La movimentata posizione del chierico che sorregge il santo morente, inoltre, contribuisce ad accentuare il senso di illusoria profondità. I putti e i cherubini in marmo che ornano l'altare sono opera di Antonio Calegari.
- La cappella successiva ospita una doppia tribuna settecentesca, forse unica a Brescia per bellezza compositiva e attenzione nella scultura: nel registro inferiore è chiusa da un parapetto coperto con un drappo in marmo giallo intarsiato da fregi, che ricade in più panneggiamenti. Nel registro superiore pende un altro drappo con vari disegni color cenere, corredato da due finti cuscini pure magistralmente scolpiti in marmo. Le due tribune sono ornate da cornici di gusto barocco realizzate con marmi policromi. La ricerca scenografica spettacolare, quasi da vero allestimento teatrale, rimanda alla cultura del pieno barocco, in particolare all'opera del Bernini, al quale l'autore deve essersi molto probabilmente ispirato. Tra le due tribune è inserito lo stemma dei Teatini, una croce posta sopra tre monti.
- La terza cappella è intitolata a San Gaetano Thiene e ospita una tela del primissimo Settecento, opera del padre teatino Filippo Maria Galletti: nell'opera è raffigurato il santo inginocchiato davanti alla Vergine in trono, dalle cui braccia riceve il Bambino. Ai lati assistono simmetricamente San Giuseppe e San Girolamo. Attorno alla scena, sullo sfondo, si scorgono teste e figure angeliche. Sulla parete sinistra della cappella è collocata una tela rappresentante nuovamente San Gaetano Thiene, in questo caso mentre cura i malati, opera giovanile del 1705 di Antonio Paglia. Sull'altro lato si trova invece un dipinto ad olio di Andrea Nannini raffigurante l'Apparizione di San Gaetano a un gruppo di devoti, opera datata 1776. A sinistra della medesima cappella, infine, si trova un'iscrizione a ricordo della consacrazione della chiesa a San Gaetano Thiene, operata, come detto precedentemente, nel 1717 dal vescovo di Brescia Gianfrancesco Barbarigo.
- Il locale attiguo alla cappella di San Gaetano è organizzato come piccolo santuario votivo e vi si conservano numerosi ex voto e tavolette a lui dedicate in memoria delle molteplici grazie ottenute. La più antica di queste risale al 1616 e fu realizzata come voto per la guarigione del Conte Annibale Provaglio. Dal santuario si può accedere all'Oratorio di san Gaetano, una piccola chiesa sotterranea nella quale i membri della confraternita dei Teatini si radunavano nei giorni festivi per svolgere le celebrazioni liturgiche al mattino e discussioni su progetti di opere misericordiose alla sera. Lo scopo dell'Oratorio era anche quello di diffondere la devozione al Santo e di sostenere le feste che si celebravano all'interno e nel contesto della chiesa. Si ritrovavano qui anche i membri della confraternita del Santissimo Sacramento, fondata nel 1709 da Padre Magenis e con rapida affluenza di inscritti e devoti, tanto che l'anno successivo, nel 1710, il gruppo si dotò di una propria regola e di un proprio statuto, approvato da Papa Clemente XI.
- Il presbiterio è separato dal resto dell'aula mediante una balaustra in marmo. Sull'arco santo superiore è raffigurata, entro una cornice polilobata al centro, la scena dell'Assunzione della Vergine. Nello spessore dell'arco santo si trovano due dipinti di grandi dimensioni, opera di Alessandro Maganza, raffiguranti la Fuga in Egitto a sinistra e il Riposo della Sacra Famiglia durante la fuga in Egitto a destra. Sul lato destro del presbiterio sono poste le figure di alcuni Apostoli e tutti i dipinti ad affresco sono opera di Pietro Scalvini del 1750. L'intero vano è coperto da una piccola cupola decorata con santi in gloria tra le nubi, angeli e putti, con i ritratti degli Evangelisti nei pennacchi, tutte opere dello Scalvini. Il coro, molto severo, a un solo ordine e con gli stalli in legno di noce, è posto in un'abside semicircolare ed è stato aggiunto nei rifacimenti della metà del Settecento, che videro anche l'erezione dello stesso presbiterio. Anche l'abside è decorato da affreschi di putti e angeli dello Scalvini. L'altare maggiore è opera probabilmente dei maestri rezzatesi Francesco Bombastoni o Vincenzo Baroncini, il primo già presente nella chiesa di San Lorenzo per realizzare il suo altare maggiore, incarico però abbandonato dopo pochi mesi. L'opera si distingue per la preziosa policromia degli intarsi marmorei, realizzati con la tecnica del "commesso di pietre dure", che prevede l'utilizzo di sottili fette di pietra ritagliate seguendo un disegno base e poi montate assieme su un supporto. Al centro dell'altare si trova una figura dorata dell'Immacolata col Bambino entro una ghirlanda fiorita, scolpita in marmo. La pala dell'altare maggiore è nuovamente opera di Alessandro Maganza e raffigura la scena dell'Annunciazione. La pala si inserisce entro una struttura unitaria che comprende anche la facciata dell'organo.
- Sul lato nord del presbiterio, a sinistra, si apre la sacrestia, coperta da una volta dove è raffigurato Cristo in cielo con San Gaetano in gloria che mettono in fuga il demonio, mentre sulla parete di fondo è posta l'Apoteosi dei Teatini, tutte opere ad affresco sempre dello Scalvini databili alla metà del Settecento.

Sul lato sinistro della chiesa, partendo dal presbiterio, si hanno invece:
- La cappella dedicata a Sant'Antonio di Padova con altare ospitante una pala moderna di Gianfilippo Usellini, del 1941, raffigurante il Santo e San Salvatore da Horta davanti alla Vergine in trono. Sui lati della cappella si trovano due dipinti databili all'Ottocento che rappresentano il cardinale teatino Paolo Burali d'Arezzo, a sinistra, e il cardinale Giuseppe Maria Tomasi a destra, scrittore di libri sulla spiritualità mariana.
- Al centro del lato sinistro della chiesa, di fronte alla fastosa doppia tribuna marmorea del lato destro, si affaccia un elegante pulpito settecentesco sormontato da baldacchino, entro il quale è raffigurato lo Spirito Santo.
- Segue in ultimo la cappella dedicata a San Francesco che ospita una tela ottocentesca raffigurante il Santo in atto di ricevere le sacre stimmate, opera di Giuseppe Ariassi. L'episodio è ripetuto all'interno del medaglione al centro del paliotto d'altare, realizzato in marmi policromi. Sulla parete sinistra della cappella sono raffigurati i santi patroni del Terz'Ordine: San Ludovico Re e Santa Elisabetta d'Ungheria, mentre sul lato opposto è posta una tela rappresentante Santa Chiara.